# Ньютон, Тристен
Тристен Джамал Ньютон (англ. Tristen Jamal Newton; род. 26 апреля 2001, Пенсакола, Флорида) — американский профессиональный баскетболист клуба НБА «Миннесота Тимбервулвз». 

## Карьера в школе
Ньютон играл в средней школе Бёрджес в Эль-Пасо, штат Техас, где его команда регулярно преодолевала большие расстояния, чтобы играть с лучшими командами в крупных городских районах Техаса. Ньютон набрал 3266 очков в школе и лидировал в штате по результативности в выпускном классе, набирая 37,2 очка за игру.

## Карьера в колледже
Ньютон добился успеха в «Ист Каролина», войдя в стартовый состав как новичок и набирая в среднем 11 очков и 3,7 передач за игру. Он установил рекорд команды по передачам за сезон для новичка. Он улучшил свои показатели в течение следующих двух сезонов, достигнув кульминации в юниорском сезоне, где он набирал в среднем 17,7 очков, 4,8 подборов и 5 передач за игру. Он был включён во вторую сборную конференции AAC по итогам сезона.
После увольнения тренера Джо Дули после сезона 2021/2022 Ньютон решил уйти из «Пайретс». Он получил приглашения от более чем 30 школ после того, как разместил свое имя на портале трансферов NCAA, в конечном итоге выбрав Университет Коннектикута, где тренер Дэн Харли увидел в его игре недостающую часть для своей команды в конференции Big East. Ньютон получил роль стартового разыгрывающего защитника и стал вторым игроком в истории команды, сделавшим два трипл-дабла, присоединившись к Шабаззу Напьеру. В конце сезона Ньютон помог привести «Хаскис» к их шестому Финалу четырёх в истории, а затем, с дабл-даблом, к пятому чемпионству в турнире.
Ньютон вернулся в «Коннектикут» на сезон 2023/2024 после того, как изначально заявил о своём участии в драфте НБА 2023 года. Во время игры против «Манхэттена» Ньютон оформил свой третий трипл-дабл в своей карьере с «Хаскис», став первым игроком в истории команды, сделавшим это. Он оформил свой четвертый трипл-дабл в своей карьере в матче против «Виллановы», став первым игроком конференции, у которого было четыре или более трипл-даблов с тех пор, как Шакил О’Нил сделал шесть. В турнире NCAA он привёл «Хаскис» к второму подряд чемпионствам, где был признан «Самым выдающимся игроком турнира» и стал членом Почётного клуба «Хаскис».

## Профессиональная карьера

### «Индиана Пэйсерс»/«Индиана Мэд Энтс» (2024—2025)
27 июня 2024 года Ньютон был выбран под 49-м номером командой «Индиана Пэйсерс» на драфте НБА 2024 года, а 27 июля он подписал с ними двусторонний контракт. Однако 1 января 2025 года «Пэйсерс» отчислили его.

### «Миннесота Тимбервулвз»/«Айова Вулвз» (2025—н.в.)
3 января 2025 года Ньютон был отчислен из «Миннесота Тимбервулвз», сохранив статус двустороннего контракта.

## Статистика

### Статистика в NCAA
| Сезон   | Команда      | Conf     | Class | GP  | GS  | MPG  | FG%  | 3P%  | FT%  | RPG | APG | SPG | BPG | PPG  |
| ------- | ------------ | -------- | ----- | --- | --- | ---- | ---- | ---- | ---- | --- | --- | --- | --- | ---- |
| 2019/20 | Ист Каролина | AAC      | FR    | 31  | 19  | 29,9 | 39,0 | 32,4 | 80,2 | 4,5 | 3,7 | 1,2 | 0,3 | 11,0 |
| 2020/21 | Ист Каролина | AAC      | SO    | 17  | 16  | 31,5 | 34,8 | 26,2 | 89,5 | 4,3 | 4,2 | 1,2 | 0,3 | 8,7  |
| 2021/22 | Ист Каролина | AAC      | JR    | 30  | 30  | 34,8 | 43,5 | 33,3 | 87,9 | 4,8 | 5,0 | 1,4 | 0,3 | 17,7 |
| 2022/23 | Коннектикут  | Big East | SR    | 39  | 38  | 28,8 | 37,4 | 36,6 | 81,6 | 4,5 | 4,7 | 1,1 | 0,3 | 10,1 |
| 2023/24 | Коннектикут  | Big East | SR    | 40  | 40  | 33,2 | 41,5 | 32,1 | 80,8 | 6,6 | 6,2 | 0,9 | 0,3 | 15,1 |
| Всего   | Всего        | Всего    | Всего | 157 | 143 | 31,6 | 40,2 | 32,7 | 83,1 | 5,1 | 4,9 | 1,2 | 0,3 | 12,8 |